# William Yarrell
William Yarrell (3. června 1784 Londýn – 1. září 1856 Great Yarmouth) byl anglický přírodovědec.

## Život a kariéra
Yarrell se narodil jako syn prodejce novin. V roce 1825 se stal členem Linnean Society of London. V roce 1826 spoluzakládal Zoological Society of London. Jeho největším ornitologickým úspěchem bylo popsání labutě malé v roce 1830.
Je pohřben v Bayfordu. Jeho archiválie uchováva Princeton University.

## Dílo
- The History of British Fishes (1836)
- The History of British Birds (1843)
- příspěvky do Transactions of the Linnean Society of London

popsané druhy
- Cygnus columbianus bewickii
- Lepadogaster candolii